# Ctenochira niveicola
Ctenochira niveicola là một loài tò vò trong họ Ichneumonidae.